# Wilhelm Claussen
Wilhelm Edmund Claussen (ur. 16 grudnia 1915 w Hamburgu, zm. 6 grudnia 1948 w Krakowie) – zbrodniarz nazistowski, członek załogi niemieckiego obozu koncentracyjnego Auschwitz-Birkenau i SS-Oberscharführer.
Urodzony w dzielnicy Altona (od 1937 część Hamburga). Od 1929 do 1930 należał do Hitlerjugend. Podczas II wojny światowej pełnił służbę w kompleksie obozowym Auschwitz-Birkenau. Początkowo był członkiem Wydziału Politycznego (obozowego gestapo) i kierował biurem zajmującym się przyjmowaniem i zwalnianiem więźniów z obozu. Następnie sprawował stanowisko podoficera raportowego (Rapportführera). Pełnił również funkcję kierownika (Lagerführera) podobozu Tschechowitz. Dopuścił się licznych zbrodni na więźniach obozu. Między innymi 11 października 1943 osobiście rozstrzelał 54 więźniów narodowości polskiej podejrzanych o przynależność do obozowego ruchu oporu. W styczniu 1944 z kolei przeprowadził selekcję (wraz z Franzem Johannem Hofmannem i Oswaldem Kadukiem) w starej pralni między blokami 1 i 2 obozu głównego, na skutek której 600 więźniów (w tym dzieci) posłano do komór gazowych.
Po zakończeniu wojny został ekstradowany do Polski celem osądzenia. Zmarł w areszcie w trakcie postępowania przygotowawczego.